# Pyritzer Bahnen
Die  Pyritzer Bahnen waren seit dem 1. Januar 1940 ein Teilbetrieb der Pommerschen Landesbahnen. Bis zu diesem Zeitpunkt waren sie gemeinsames Eigentum des Landes Preußen, des Provinzialverbands Pommern und des Landkreises Pyritz, der im Süden der Provinz lag; sie firmierten anfangs als Pyritzer Kreisbahn, später als Pyritzer Kleinbahnen.

## Geschichte
Am 22. August 1898 wurde der Betrieb von der Kreisstadt, die seit 1882 Station der Stargard-Cüstriner Eisenbahn-Gesellschaft (SCE) war, auf zwei normalspurigen Strecken eröffnet. Die eine führte in östlicher Richtung zu dem Dorf Plönzig, das 19 km entfernt lag, die andere 22 km in westlicher Richtung nach Woltersdorf, das schon im Nachbarkreis Greifenhagen lag.
Die Züge fuhren aber weiter bis Klein Schönfeld und benutzten von der Kreisgrenze an noch 6 km die Gleise der AG Greifenhagener Kreisbahnen, die seit 1940 ebenfalls zu den Landesbahnen gehörte und schon seit 1910 denselben Betriebsführer hatte wie die Pyritzer Kreisbahn. Das war zunächst die Kleinbahnabteilung des Provinzialverbandes, dann 1920 die Vereinigung mittelpommerscher Kleinbahnen GmbH und ab 1936 die Landesbahndirektion Pommern. Vor 1910 führte anfangs die Stargard–Cüstriner Eisenbahn, dann ab 1903 die Preußische Staatsbahn den Betrieb im Auftrag der Kreisbahn.
Der Fahrplan für 1914 weist jeweils drei Zugpaare täglich aus; im Sommer 1939 waren es sonntags vier und werktags fünf Zugpaare. Einige Züge fuhren sogar von Pyritz bis Greifenhagen durch.
An Fahrzeugen waren 1939 3 Dampflokomotiven und 1 Triebwagen vorhanden, ferner 6 Personenwagen, 2 Pack- und 42 Güterwagen.
Die Strecke nach Plönzig wurde nach dem Krieg schnell stillgelegt, die Strecke Pyritz (Pyrzyce) – Klein Schönfeld (Chwarstnica) wurde bis 1996 oder 1997 von der Polnischen Staatsbahn weiter betrieben und dann stillgelegt.

## Strecken

### Strecke Pyritz–Plönzig
| Kilo- meter | Höhe m | Haltestelle | Haltestelle          | Bemerkung |
| Kilo- meter | Höhe m | deutsch     | polnisch             | Bemerkung |
| 0,0         |        | Pyritz      | Pyrzyce              |           |
| 6,6         |        | Megow       | Mechowo Pyrzyckie    |           |
| 8,9         |        | Brietzig    | Brzesko Pomorskie    |           |
| 12,4        |        | Cossin      | Kosin                |           |
| 14,6        |        | Prillwitz   | Przelewice Pyrzyckie |           |
| 16,1        |        | Kloxin      | Kłodzino Płońskie    |           |
| 17,5        |        | Rosenfelde  | Rosiny               |           |
| 19,2        |        | Plönzig     | Płońsko Pyrzyckie    |           |

### Strecke Pyritz–Klein Schönfeld
| Kilo- meter | Höhe m | Haltestelle        | Haltestelle    | Bemerkung                     |
| Kilo- meter | Höhe m | deutsch            | polnisch       | Bemerkung                     |
| 0,0         |        | Pyritz             | Pyrzyce        |                               |
| 3,5         |        | Repenow            | Rzepnowo       |                               |
| 6,3         |        | Neu Grape          | Nowe Chrapowo  |                               |
| 7,8         |        | Alt Grape          | Stare Chrapowo |                               |
| 10,5        |        | Leine              | Linie          |                               |
| 13,7        |        | Beelitz-Wartenberg | Bielice        |                               |
| 15,3        |        | Wartenberg Ausbau  | Parsów         |                               |
| 16,2        |        | (Kreisgrenze)      |                |                               |
| 17,2        |        | Karlshof           | Skrzynice      | AG Greifenhagener Kreisbahnen |
| 18,9        |        | Woltersdorf        | Sobieradz      | AG Greifenhagener Kreisbahnen |
| 22,3        |        | Klein Schönfeld    | Chwarstnica    | AG Greifenhagener Kreisbahnen |